# ديفيد (لاعب كرة قدم مواليد 2000)
ديفيد هو لاعب كرة قدم برازيلي، ولد في 9 يناير 2000 في سلفادور في البرازيل. لعب مع نادي ميتاليست خاركيف.

## وصلات خارجية
- ديفيد (لاعب كرة قدم مواليد 2000) على موقع اتحاد أوكرانيا (الإنجليزية)
- ديفيد (لاعب كرة قدم مواليد 2000) على موقع قاعدة بيانات كرة القدم.إي يو (الإنجليزية)
- ديفيد (لاعب كرة قدم مواليد 2000) على موقع Soccerway.com (الإنجليزية)